# Emil Hochreiter

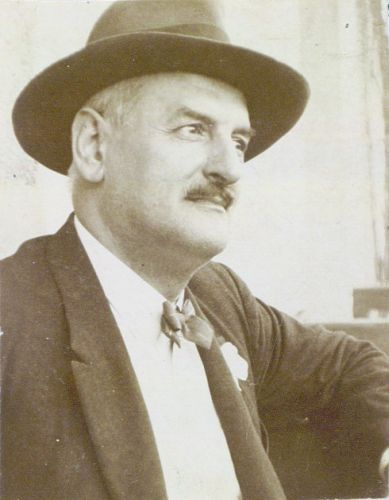
Emil Hochreiter

Emil Hochreiter (* 17. Dezember 1871 in Debrecen, Ungarn; † 3. August 1938 in Wien) war ein österreichischer Komponist.
Hochreiters Vater war böhmischer Herkunft, seine Mutter stammte aus Slowenien. Über Hugolin Sattner kam er zur Musik. Zunächst studierte er Rechtswissenschaften in Wien und unterrichtete am Jesuitengymnasium in Kalksburg, wo er auch den Kirchenchor leitete. Er komponierte Kammermusik und Orchesterwerke. Hochreiter veröffentlichte zahlreiche Artikel in slowenischen Musikzeitschriften.
Er wurde am Hietzinger Friedhof bestattet.

## Werke
- Libera, op. 38, No. 3 für Stimme (oder Chor) und Orgel, ca. 1913
- Valček op. 21, št. 1, für Klavier, ca. 1914
- Valses nobles op. 21, št. 2, für Klavier, ca. 1914
- Valses nobles op. 21, št. 3, für Klavier, ca. 1914
- Valses nobles op. 21, št. 4, für Klavier, ca. 1914
- Allegro vivace, für Klavier, ca. 1914
- Pastirica (Das Hirtenmädchen), op. 32, ca. 1914
- O dajte src mi milijon (Geistliches Lied)
- 10 Marijinih pesm (und Hugolin Sattner), 1925

| Personendaten    | Personendaten              |
| ---------------- | -------------------------- |
| NAME             | Hochreiter, Emil           |
| KURZBESCHREIBUNG | österreichischer Komponist |
| GEBURTSDATUM     | 17. Dezember 1871          |
| GEBURTSORT       | Debrecen, Ungarn           |
| STERBEDATUM      | 3. August 1938             |
| STERBEORT        | Wien                       |